# Festival des films du monde de Montréal 2013
Le festival des films du monde de Montréal 2013, la 37e édition du festival, s'est déroulé du 22 août au 2 septembre 2013 à Montréal (Canada). 431 films issus de 74 pays y ont été projetés,.

## Jury
- Jiří Menzel, président du jury
- Caroline Dhavernas
- Michael Kutza
- Pedro Olea
- Dai Sijie

## Compétition mondiale - longs métrages
Compétition mondiale - longs métrages
- Cha Cha Cha de Marco Risi, Saint-Pierre-et-Miquelon (France DOM-TOM), 2013
- Demande à Rikyu de Mitsutoshi Tanaka, couleur, 123 minutes, Japon, 2012
- Hitac de Robert Orhel, couleur, 76 minutes, Croatie, 2013
- Itaker - Interdit aux Italiens de Toni Trupia, couleur, 98 minutes, Italie, 2012
- Ivan, Fils d'Amir de Maksim Panfilov, fédération de Russie, 2013
- Jappeloup, l'Étoffe d'un Champion de Christian Duguay, Saint-Pierre-et-Miquelon (France DOM-TOM), 2012
- L'autre Maison de Mathieu Roy, couleur, 105 minutes, Canada, 2013
- L'instinct du Jeu de Gregor Schnitzler, couleur, 104 minutes, Allemagne, 2013
- La Maison du Pêcheur d'Alain Chartrand, couleur & N/B, 96 minutes, Canada, 2013
- La vie est belle de Maciej Pieprzyca, couleur, 100 minutes, Pologne, 2013
- Landes de François-Xavier Vives, Saint-Pierre-et-Miquelon (France DOM-TOM), 2013
- Le Ferry de Shi Wei, couleur, 90 minutes, Chine, 2013
- Le Miracle de Simon Staho, Irlande, 2013
- Le Rouge-Gorge de Michael Z. Wechsler, couleur, 92 minutes, 2013
- Le Verdict de Jan Verheyen, couleur, 112 minutes, Belgique, 2013
- Les Liens du Mariage de Rouhollah Hejazi, couleur, 82 minutes, Iran, 2013
- Mille fois Bonne nuit de Erik Poppe, couleur, 117 minutes, Norvège, 2013
- Nourris-moi de Yazhou Yang, couleur, 91 minutes, Chine, 2013
- Ouest de Christian Schwochow, couleur, 102 minutes, Allemagne, 2013
- Valse pour Monica de Per Fly, couleur, 105 minutes, Suède, 2013

## Compétition mondiale - courts métrages
- Drone de Daniel Jewel, couleur, 13 min, Royaume-Uni, 2013
- Animal de Joon-sang Lee, couleur, 8 min, Corée du Sud, 2012
- Blink de Conor Maloney, couleur, 14 min, Irlande, 2013
- Lait de Loup de Hans Vercauter, couleur, 14 min, Belgique, 2013
- Panique de Miz Monday, couleur, 14 min, Canada, 2013
- Rue de l'Inspecteur de Emmanuelle Loslier, couleur, 8 min, Canada, 2013
- Help! de Jean Marbœuf, couleur, 11 min, France, 2013
- Mirage at Zabul Province de Nathan Bettisworth, couleur, 16 min, États-Unis, 2013
- L'Aurore Boréale de Keren Ben Rafael, couleur, 12 min, France, 2013
- Color Separation de Yoav Parish, couleur, 8 min, Suisse, 2013
- Pour les Oiseaux de Tara Atashgah, couleur, 14 min, États-Unis, 2013

## Compétition mondiale des premières œuvres

### Jury du prix de la première œuvre
- Pierre-Henri Deleau
- Wieland Speck
- Raymond Zhou

### Films en compétition
- Finsterworld de Frauke Finsterwalder, couleur, Allemagne, 2013
- Ressac de Pascale Ferland, couleur, Canada, 2013
- Le Long Chemin Vers La Maison de Alphan E?eli, couleur, Turquie, 2013
- L'Amour Est Imparfait de Francesca Muci, couleur, Italie, 2012
- Le Temps Du Lac de Cafer Özgül, couleur, Turquie, 2013
- 82 Jours En Avril de Bart Van den Bempt, couleur, Belgique, 2012
- At Middleton de Adam Rodgers, couleur, 2013
- Left Foot Right Foot de Germinal Roaux, N/B, France, Suisse, 2013
- Le Jardin Des Arbres Morts de Yariv Mozer, couleur, Israël, 2013
- Puerto Padre de Gustavo Fallas, couleur, Costa Rica, Mexique, 2013
- Taj Mahal de Danesh Eghba Shavi, couleur, Iran, 2013
- Dans Dix Jours, Je Serai Mort de Aurelio Galfetti, couleur, Suisse, 2013
- La Fête d'Anton de John Kolya Reichart, couleur, Allemagne, 2013
- La fille Du Martin de Samuel Thivierge, couleur, Canada, 2013
- Yerku Ashkharhic I Hishatak de Nika Shek, couleur, Arménie, 2012
- Somos Gente Honrada de Alejandro Marzoa, couleur, Espagne, 2013
- Le Chemin Le Plus Long de Claudia Pinto Emperador, couleur, Espagne, Venezuela, 2013
- Tourbillon de Bojan Vuk Kosovcevic, couleur, 2012
- La Plume Qui Tombe de Wang Yi, couleur, Chine, 2013
- Yam Dam de Vivian Goffette, couleur, Belgique, 2013

## Hors concours
- Ludwig II de Peter Sehr, couleur, Allemagne, 2012
- La Conférence De Kiyosu de Koki Mitani, couleur, Japon, 2013
- Camille Claudel 1915 de Bruno Dumont, couleur, France, 2012
- Marina de Stijn Coninx, couleur, Belgique, 2013
- Dark Blood de George Sluizer, couleur, Pays-Bas, 2012
- The Don Juans de Jiří Menzel, couleur, République tchèque, 2013
- La Religieuse de Guillaume Nicloux, couleur, Allemagne, Belgique, France, 2012
- La Chute de la Dynastie Ming de Wang Jing, couleur, Chine, 2013
- Adore de Anne Fontaine, couleur, Australie, France, 2013
- La Balle fatale de Ren Pengyuan, couleur, Chine, 2013
- Avalokitesvara de Zhang Xin, couleur, Chine, 2013
- 3x3D de Peter Greenaway, couleur, Portugal, 2013
- Leçons d'Harmonie de Emir Baigazin, couleur, Allemagne, Kazakhstan, 2013

## Regards sur les cinémas du monde

### Longs métrages
- Hushed Roar de Xiao Feng, couleur, Chine, 2012
- Les Propriétaires de Agustin Toscano, couleur, Argentine, 2013
- Adieu Paris de Franziska Buch, couleur, Allemagne, France, 2013
- Something In The Way de Teddy Soeriaatmadja, couleur, Indonésie, 2013
- E la chiamano estate de Paolo Franchi, couleur, Italie, 2012
- Stand Clear Of The Closing Doors de Sam Fleischner, couleur, 2013
- L'ennemi Intérieur de Yorgos Tsemberopoulos, couleur, Grèce, 2013
- Run & Jump de Steph Green, couleur, Allemagne, Irlande, 2013
- Fénix 11.23 de Joel Joan, couleur, Espagne, 2012
- Kyoko, Shuichi: Deux Histoires de Eiji Okuda, couleur, Japon, 2013
- Wajma de Barmak Akram, couleur, Afghanistan, France, 2013
- Long Gone Day de Jon Deitcher, couleur, Canada, 2012
- Rédemption de Joel Gauthier, couleur, Canada, 2013
- A Memoria Que Me Contam de Lucia Murat, couleur, Argentine, Brésil, Chili, 2012
- Lost In Laos de Alessandro Zunino, couleur, Italie, 2012
- Woyzeck de Nuran David Calis, couleur, Allemagne, 2012
- Le Voyage D'hanna de Julia von Heinz, couleur, Allemagne, Israël, 2013
- Amoreodio de Cristian Scardigno, couleur, Italie, 2013
- Recette De Deuil de Yuki Tanada, couleur, Japon, 2013
- Le Weekend de Christopher Granier-deferre, couleur, France, Royaume-Uni, 2012
- Jeunesse de Justine Malle, couleur, France, 2012
- 12 Ans D'âge de Frédéric Proust, couleur, France, 2012
- Shéhérazade de Nacer Khémir, couleur, Tunisie, 2012
- Aime-moi de Maryna Er Gorbach, couleur, Turquie, Ukraine, 2013
- La Bombe de Sergio Bizzio, couleur, Argentine, 2012
- Les Messieurs de Federico Rizzo, couleur, Italie, 2013
- Diamants Noirs de Miguel Alcantud, couleur, Espagne, Mali, Portugal, Somalie, 2013
- Le Bonheur de Fabrice Grange, N/b, France, 2013
- Blanche Comme Le Lait, Rouge Comme Le Sang de Giacomo Campiotti, couleur, Italie, 2012
- Le Disciple de Ulrika Bengts, couleur, Finlande, 2012
- Panthère Blanche de Danni Reisfeld, couleur, Israël, 2013
- Filmistan de Nitin Kakkar, couleur, Inde, 2012
- Le Monde Invisible de Theo Angelopoulos, couleur, Brésil, 2012
- Roa de Andrés Baiz, couleur, Argentine, Colombie, 2013
- Algonquin de Jonathan Hayes, couleur, Canada, 2012
- Fragile de Vidi Bilu, couleur, Israël, 2013
- Wakolda de Lucía Puenzo, couleur, Argentine, 2013
- On Se Voit Demain de Andrea Zaccariello, couleur, Italie, 2012
- Fourth Precinct de Joaquim Leitão, couleur, Portugal, 2013
- Lily de Matt Creed, couleur, 2013
- Falling Leaves de Ali Jaberansari, couleur, Iran, Royaume-Uni, 2013
- Chittagong de Bedabrata Pain, couleur, Inde, 2012
- Fallen City de Huang Hong, couleur, Chine, 2012
- De Téhéran Au Ciel de Abolfazl Saffary, couleur, Allemagne, Iran, 2013
- Viaggio Sola de Maria Sole Tognazzi, couleur, Italie, 2013
- L'effet de Jocelyn Langlois, couleur, Canada, 2013
- Solo de Isaac Cravit, couleur, Canada, 2013
- Looking Is The Original Sin de Gail Harvey, couleur & N/b, Canada, 2012
- Impasse de Majdi El-omari, couleur & N/b, Canada, 2013
- L'étoile Du Jour de Sophie Blondy, couleur & N/b, France, 2012
- La Vie Domestique de Isabelle Czajka, couleur, France, 2012
- Le Sens De L'humour de Marilyne Canto, couleur, France, 2012
- Un Jour Viendra de Giorgio Diritti, couleur, Italie, 2012
- Gabriel de Mikolaj Haremski, couleur, Pologne, 2013
- It's Only Make Believe de Arild Østin Ommundsen, couleur, Norvège, 2013
- Asfouri de Fouad Alaywan, couleur, Liban, Émirats arabes unis, 2013
- Nuwebe de Joseph Israel Laban, couleur, Philippines, 2013
- Toutes Les Femmes de Mariano Barroso, couleur, Espagne, 2013
- Ici, Tout Est Bon de Pourya Azarbayjani, couleur, Iran, 2012
- Monsoon Shootout de Amit Kumar, couleur, Inde, 2013
- L'effet K. Le Monteur De Staline de Valenti Figueres, couleur & N/b, Espagne, 2012
- L'arbre Et La Balançoire de Maria Douza, couleur, Grèce, 2013
- L'amour Aveugle de Masahide Ichii, couleur, Japon, 2012
- Passionné Pancho Villa de Juan Andres Bueno, couleur, Mexique, 2012
- Workers de José Luis Valle, couleur, Allemagne, Mexique, 2013
- La Passion De Michelangelo de Esteban Larrain, couleur, Chili, 2012
- Inertie de Isabel Muñoz Cota Callejas, couleur, Mexique, 2013
- Debout Les Morts de Miguel Nuñez, couleur, Mexique, 2013
- La Maison D'été de Marcus Werner Hed, couleur, Royaume-Uni, Suède, 2012
- Froid de U?ur Yücel, couleur, Turquie, 2013
- Full Of Hunger de Zubeyr Sasmaz, couleur, Turquie, 2012
- Tant D'eau de Ana Guevara, couleur, Allemagne, Mexique, Pays-Bas, Uruguay, 2013
- L'éblouissement Du Soleil de Yu Lui, couleur, Chine, 2013
- Ummah - Entre Amis de Cüneyt Kaya, couleur, Allemagne, 2013
- Nora de Curtis Burz, couleur & N/b, Allemagne, 2013
- 45 Minutes Pour Ramallah de Ali Samadi Ahadi, couleur, Allemagne, 2013
- Else de Anna Martinetz, couleur, Allemagne, Autriche, Inde, 2013
- Nordstrand de Florian Eichinger, couleur, Allemagne, 2012
- Brasserie romantique de Joël Vanhoebrouck, couleur, Belgique, 2012
- Une Vie D'amour de Zhanjun An, couleur, Chine, 2012
- La Voix De L'ombre de Annie Molin Vasseur, couleur, Canada, 2013
- 15 Ans + 1 Jour de Gracia Querejeta, couleur, Espagne, 2013
- Stockholm de Rodrigo Sorogoyen, couleur, Espagne, 2013
- Bouddha Papilio de Jayan Cherian, couleur, Inde, 2013
- Love Steaks de Jakob Lass, couleur, Allemagne, 2013
- Entre Deux Eaux de Matt Birman, couleur, Canada, 2013
- Nous Les Nobles de Gaz Alazraki, couleur, Mexique, 2013
- Philomirrophobia Ii de Yuke Qin, couleur, Chine, 2012
- La Fleur De Shanidar de Gakuryu Ishii, couleur, Japon, 2013
- Seule Avec Toi de Alberto Lecchi, couleur, Argentine, Espagne, 2012
- Azul Y No Tan Rosa de Miguel Ferrari, couleur, Espagne, Venezuela, 2012
- Deux Fois de Simon Winterson, couleur, Canada, 2013
- Le Barrage de Thomas Sieben, couleur, Allemagne, 2013
- Fils De Caïn de Jesus Monllao Plana, couleur, Espagne, 2013
- En Retard Pour L'enterrement De Ma Mère de Penny Allen, couleur, Algérie, France, 2013
- La Braconne de Samuel Rondière, couleur, France, 2012
- La Voie Du Diable de Kazuya Shiraishi, couleur, Japon, 2013
- Judas de Izumi Ohtomi, couleur, Japon, 2013
- La Maudite De Mort de Hui Liu, couleur, Chine, 2013
- Crestfallen de Johan Lundh, couleur, Suède, 2013
- Désordre de Archil Kavtaradze, couleur, Géorgie, Géorgie Du Sud Et Sandwich Du Sud (îies), 2013
- Silvi de Nico Sommer, couleur, Allemagne, 2013
- Mes sœurs de Lars Kraume, Allemagne, 2013
- Un Pistolet Et Une Bague de Lenin M. Sivam, couleur, Canada, Sri Lanka, 2013

### Courts métrages
- L'Ile des morts de Vuk Jevremovic, couleur, Allemagne, Espagne, 2013
- The Little Red Paper Ship de Aleksandra Zareba, couleur, Allemagne, Pologne, 2013
- Hiob de Marco Gadge, N/B, Allemagne, 2012
- Bahar au pays des merveilles de Behrooz Karamizade, couleur, Allemagne, 2013
- Sein Kampf de Jakob Zapf, couleur, Allemagne, 2013
- L'Oiseau de feu de Antonis Tsonis, couleur, Australie, 2012
- La Villa de Pablo de Matthew Salleh, couleur, Australie, 2013
- Petit champ jaune de Rodd Rathjen, couleur, Australie, Inde, 2013
- Elevator de Kim Barr, couleur, Canada, 2013
- Il fait beau aujourd'hui de Junna Chif, couleur, Canada, 2013
- XircaNoX de Iriz Pääbo, couleur, Canada, 2013
- Le projectionniste de Najat Jellab, couleur, Canada, Maroc, 2013
- Citron de Mark Korven, couleur, Canada, 2013
- Béatrice Coron's Daily Battles de James Stewart, couleur, Canada, 2013
- Foxed! de James Stewart, couleur, Canada, 2013
- Ruta 66 de Roger Otis, couleur & N/B, Canada, 2013
- Retiens mon souffle de Alexandre Da Sylva, couleur, Canada, 2013
- The Last Round de Ted Atherton, couleur, Canada, 2013
- Kimchi Fried Dumplings de Jason Karman, couleur, Canada, 2013
- Little Brother de Cyrus Saidi, couleur, Canada, 2012
- Another Man de Leah Johnston, couleur, Canada, 2012
- Monsieur Spontané de Steven Cerritos, couleur, Canada, 2013
- Leave Us Alone de Nicholas Treeshin, couleur, Canada, 2013
- Cinephile de Mark Wihak, N/B, Canada, 2013
- Every Door, Every Floor de Stash Capar, couleur, Canada, 2013
- In the Shadow of the Water Tower de Lewis Smithingham, couleur, Canada, 2013
- House of the Gathering de James Anthony Usas, couleur, Canada, 2012
- The Marvelous Girl de Johnny Vong, couleur, Canada, 2013
- Le Père de Jason de Matthew Campea, couleur, Canada, 2013
- 9 Types of Ice de Simon Winterson, couleur, Canada, 2013
- Gingerbread House de Mathieu Charest, couleur, Canada, 2013
- Ondek de Louis-Martin Charest, couleur, Canada, 2013
- Norma Jeane & the Tropic of Cancer de Joshua Demers, couleur, Canada, 2013
- Truths and Liars de Anne Kmetyko, couleur, Canada, 2013
- Momsters Playground de Stephen Roscoe, couleur, Canada, 2013
- Bar None de Clé Bennett, couleur, Canada, 2013
- 30-Love de Richard Stark, couleur, Canada, 2013
- Cell From Hell episode 1 One Helluva Night de Tristan Tondino, couleur, Canada, 2013
- The Count's Mabel de Dale Wolfe, N/B, Canada, 2013
- Brunch Bitch de Hannah Cheesman, couleur, Canada, 2013
- La soupe du jour de Lynn Smith, couleur, Canada, 2013
- En Équipe de Steve Achiepo, couleur, France, 2012
- Au-delà de l'hiver de Jow Zhi Wei, couleur, France, Singapour, 2012
- 37°4 S de Adriano Valerio, couleur, France, 2013
- À pas de loup de Vanessa Santullo, couleur, France, 2013
- Entre lui et moi de Olivier Dujols, couleur, France, 2013
- Suzanne de Wilfried Méance, couleur, France, 2013
- Ceteris Paribus de Jean-Baptiste Dusséaux, couleur, France, 2013
- Last Call de Camille Delamarre, couleur, France, 2013
- La Lampe au beurre de yak de Hu Wei, couleur, Chine, France, 2013
- Penelope de Dan Susman, N/B, Royaume-Uni, 2013
- Are You Proud of Me? de Shadab Omar, couleur, Royaume-Uni, 2013
- Le Cavalier de Sybil H. Mair, couleur, Royaume-Uni, 2012
- Say Nothing de Roland Kennedy, couleur, Royaume-Uni, 2013
- The Other Man de David Raymond, couleur, Royaume-Uni, 2013
- Plus de deux heures de Ali Asgari, couleur, Iran, 2013
- Petit bloc de ciment avec cheveux ébouriffés contenant la mer de Jorge López Navarrete, N/B, Espagne, Équateur (République de l'), 2013
- I Love YU de Irena Skoric, couleur, Croatie, 2013
- Ljepotan de Sasa Ban, couleur, Croatie, 2013
- Anniversaire de Anna Petrus, couleur, Espagne, 2013
- Le Parapluie arc-en-ciel de Edu Cardoso, couleur, Espagne, 2013
- You Are A Terrorist de Antoni Solé, couleur, Espagne, 2013
- Mon guide de Barnabás Tóth, couleur, Hongrie, 2013
- Cette rue n'existe pas de Yonatan Peretz, couleur, Israël, 2013
- Horizon de Zain Duraie, couleur, Jordanie, 2013
- Blankets de Louise Leitch, couleur, 2013
- The Big Leap de Kristoffer Rus, couleur, Pologne, Suède, 2013
- À demi-rasé de Bogdan Muresanu, couleur, Roumanie, 2012
- Jeux de Ylva Forner, couleur, Suède, 2013
- Hunters de Michaël Rué, couleur, Suisse, 2012
- The Smortlybacks de Ted Sieger, couleur, Chine, Suisse, 2013
- Un Sospiro Enchanted de Kris Wang, couleur, 2013
- Pepûk de Özkan Küçük, couleur, Turquie, 2013
- Suite lune de miel de Zao Wang, couleur, Chine, 2012
- Shri Hanuman Chalisa de Charuvi Agrawal, couleur, Inde, 2013
- Rhizome de Masahiro Ohsuka, couleur, Japon, 2013
- Detour de Michael Kam, N/B, Singapour, 2013
- Sœurs de Cristina Kotz Cornejo, couleur, Mexique, 2013
- Mi Corazón de Marielle Woods, couleur, Porto Rico, 2013
- Flamingo de Carl Zitelmann, couleur & N/B, Venezuela, 2013
- Tempo Adagio de Alcione Guerrero, couleur, Venezuela, 2013
- Trois petits dés de Quentin Montant, couleur & N/B, France, 2013
- Le Maillot de bain de Mathilde Bayle, couleur, France, 2013
- Cold Warrior de Emily Greenwood, couleur, Royaume-Uni, 2012
- Let It Ring de Aleksandra Szczepanowska, couleur, 2012
- Common de Nicholas Ryan Campbell, couleur, 2013
- Pagpag de John Paul Su, couleur, Philippines, 2012
- Alaska is a Drag de Shaz Bennett, couleur, 2013
- Mobile Homes de Vladimir de Fontenay, couleur, 2012
- Ouverture de Bracey Smith, couleur, 2013
- Planète rouge de Carlos Ciurlizza, couleur, Pérou, 2012
- The Prisoner de Mahmoud Shoolizadeh, couleur, 2013
- The Painter de Kevin Cooper, couleur, 2013
- Neitzsche Ate Here de Matt Starr, couleur, 2013
- Riddle of the Black Cat de Jonathan Rinzler, couleur & N/B, 2012
- Ta de Kunlakan Mamber, couleur, Thaïlande, 2013
- Cendre de Yasmina Hatem, couleur, Liban, 2013
- Le Camion de mon père de Mauricio Osaki, couleur, Brésil, Viêt Nam, 2013
- I Missed My Mother's Funeral de Ben Quinn, couleur, Australie, Royaume-Uni, 2013
- Disgrace de J. Casey Modderno, couleur, 2013
- Red Light & Green Wine de Vasco Xu, couleur, Chine, 2013
- Though I Know the River is Dry de Omar Robert Hamilton, couleur, Qatar, Égypte, 2013
- Electrodoméstico de Erik de Luna, couleur, Mexique, 2013
- The Pick Up de Isa Totah, couleur, 2013
- Norman de Robbe Vervaeke, couleur, Belgique, 2012
- Side Effects de Roberto Pires, couleur, Canada, 2013
- Le Fjord des baleines de Guðmundur Arnar Guðmundsson, couleur, Danemark, Islande, 2013
- Perfect Drug de Toon Aerts, couleur, Belgique, 2012
- Love and Skin de Virginia Cassavetes, couleur, 2013
- Mauvaise herbe de Francis Fortin, couleur, Canada, 2013
- La Théorie du Dr. Jack de Cédric Landry, couleur, Canada, 2013
- À l'horizon de Émilie Baillargeon, couleur, Canada, 2013
- Le King du Mississippi de Maxim Rheault, couleur, Canada, 2013

## Cinéma coréen d'aujourd'hui

### Longs métrages
- Mai Ratima de Ji-Tae Yoo, couleur, Corée du Sud, 2013
- Cache-cache de Han-Uk Lee, couleur, Corée du Sud, 2012
- Une Leçon d'Éthique de Myung-Rang Park, couleur, Corée du Sud, 2013
- Jiseul de O Muel, N/B, Corée du Sud, 2012
- Nuna de Won-Sik Lee, couleur, Corée du Sud, 2012
- Sécurité Nationale de Ji-Young Chung, couleur, Corée du Sud, 2012
- Fatal de Don-Ku Lee, couleur, Corée du Sud, 2012
- Ne Pleure Pas, Maman de Yong-Han Kim, couleur, Corée du Sud, 2012
- My Paparotti de Jong-Chan Yoon, couleur, Corée du Sud, 2013

### Courts métrages
- Fatal de Don-Ku Lee, couleur, Corée du Sud, 2012
- Jury de Dong-Ho Kim, couleur, Corée du Sud, 2012
- Choongshim, Soso de Jung-In Kim, couleur, Corée du Sud, 2012
- Sa-rang-eui Myo-yak de Hyun-Kyu Kim, couleur, Corée du Sud, 2012
- Big Daddy de Sang-Hyun Moon, couleur, Corée du Sud, 2013
- Oneul-ui-jeon-yeok de Hyun-Seok Shim, couleur, Corée du Sud, 2013
- It's Okay! de Kyi-Il Hwang, couleur, Corée du Sud, 2013
- Suddenly Last Summer de Hee-Il Leesong, couleur, Corée du Sud, 2012
- Creative Masturbation de Jung-Soo Kang, couleur, Corée du Sud, 2013
- Toh-ki Ga-Bang de Jae-Ick So, couleur, Corée du Sud, 2013

## Documentaires du monde

### Longs métrages
- Outsider de Sean Drummond, couleur, Afrique Du Sud, 2013
- The Spirit Of '45 de Ken Loach, couleur & N/b, Royaume-Uni, 2012
- La Langue À Terre de Jean-Pierre Roy, couleur & N/b, Canada, 2013
- Un Ennemi Commun de Jaime Otero, couleur, Espagne, Tunisie, 2013
- Absences de Carole Laganière, couleur, Canada, 2013
- De Chair Et De Lait de Bernard Bloch, couleur, France, 2013
- L'excellence Et Le Doute de Paule Muxel, couleur, France, 2013
- Kinshasa, Sacré Pays de Douglas Ntimasiemi, couleur, Belgique, 2013
- Stop À La Grèce En Slip de Brigitte Roüan, couleur, France, 2013
- Enfants De Sourds de Marie-Ève Nadeau, couleur, France, 2013
- Mabina Maboko - La Danse Des Mains de André St-pierre, couleur, Canada, 2013
- Whatever You Wish de Siu Ta, couleur, Canada, 2013
- Silenced - Georgi Markov And The Umbrella Murder de Klaus Dexel, couleur, Allemagne, Bulgarie, 2013
- Les Juifs D'égypte de Amir Ramses, couleur, Égypte, 2012
- The Tale Of An Phuc House de Ivan Tankushev, couleur, Canada, Viêt Nam, 2013
- Citizen Marc de Roger Evan Larry, couleur, Canada, 2013
- Light And Dark de Paulene Abrey, couleur, Afrique Du Sud, 2013
- Bajari de Eva Vila Purtí, couleur, Espagne, 2013
- Happy Everyday: Park Life In China de Peter O'donoghue, couleur, Australie, Chine, 2013
- La Jeunesse A-t-elle Une Histoire? de Jacques Royer, couleur, France, 2012
- Sous La Torture de Cristina Juárez Zepeda, couleur, Mexique, 2012
- Mon Enfant de Can Candan, couleur, Turquie, 2013
- Abbas Kiarostami: Un Rapport de Bahman Maghsoudlou, couleur, 2013
- Au Cœur Du Tango de Raymond Martino, couleur, 2013
- Café Ta'amon de Michael Teutsch, couleur, Allemagne, 2013
- Le Paysan Et Son Prince de Bertram Verhaag, couleur, Allemagne, 2013
- La Famille de Stefan Weinert, couleur, Allemagne, 2013
- Le Théâtre Colón - Wagner À Buenos Aires de Hans Christoph Von Bock, couleur, Allemagne, Argentine, Autriche, 2013
- La Cité Grise de Marcelo Mesquita, couleur, Brésil, 2013
- La Dernière Migration de Fereydoun Najafi, couleur, Iran, 2013
- Sexe - Made In Germany de Sonia Kennebeck, couleur, Allemagne, 2013
- Casablanca Mon Amour de John Slattery, couleur, Maroc, 2012
- La Folie Wagner de Ralf Pleger, couleur, Allemagne, 2013
- Mein Weg Nach Olympia de Niko Von Glasow, couleur, Allemagne, 2013
- Yiddish, Une Histoire De Survie de Abigail Hirsch, couleur, Canada, 2013
- Membre Du Parlement de Vincent Straggas, couleur, Ouganda, 2013
- A Cinema Of Discontent de Jamsheed Akrami, couleur, 2013
- Cello Tales de Anne Schiltz, couleur, Luxembourg, 2013

### Courts métrages
- Les Photographes de guerre de Steven Kochones, couleur, 2013
- Graveurs d'images de Anne Kmetyko, couleur, Canada, 2013
- Margo de Frank Stiefel, couleur, 2013
- Andermann et nous de Luis Oliva, couleur, Canada, 2013
- L'Iconographe de Lessandro Sócrates, couleur, Canada, 2013
- Prête, pas prête de Judith Plamondon, couleur, Canada, 2013
- De l'autre côté de sa voie de Feven Ghebremariam, couleur, Canada, 2013
- À mille lieues de la révolution de Behzad Adib, couleur, Canada, 2013
- Coup de blues de Antoine Masson MacLean, couleur, Canada, 2013